# Timothy O’Connor
Timothy „Chub“ O’Connor (* 15. Oktober 1906 in London, Vereinigtes Königreich von Großbritannien und Irland; † 21. Juli 1986 in Cork) war ein irischer Politiker der Fianna Fáil und gehörte als Teachta Dála (Abgeordneter) von 1961 bis 1981 dem Dáil Éireann, dem Unterhaus des irischen Parlaments, an.

## Biografie
O’Connor wurde als Kind irischer Eltern in London geboren. Als er zum Waisen wurde, kam er zu seinem Großvater nach Killorglin. Als Unternehmer betrieb er ein Kohlengeschäft, einen Steinbruch und einen Werkzeughandel. Seit 1948 war er Mitglied im Kerry County Council. Bei den Wahlen 1961 war er im Wahlkreis Kerry South erfolgreich und zog in den Dáil ein. Den Sitz konnte er bei den Wahlen 1965, 1969, 1973 und 1977 verteidigen. Erst bei den Wahlen 1981 verlor er seinen Sitz. Zwischenzeitlich hatte er erfolglos 1979 für das Europaparlament kandidiert.